# Faislbach
Faislbach ist ein Gemeindeteil der Gemeinde Georgenberg im Bezirk Oberpfalz im Landkreis Neustadt an der Waldnaab.

## Geographische Lage
Das Dorf Faislbach liegt ungefähr 500 m südwestlich von Georgenberg im Zottbachtal und südlich der Staatsstraße 2396.

## Geschichte

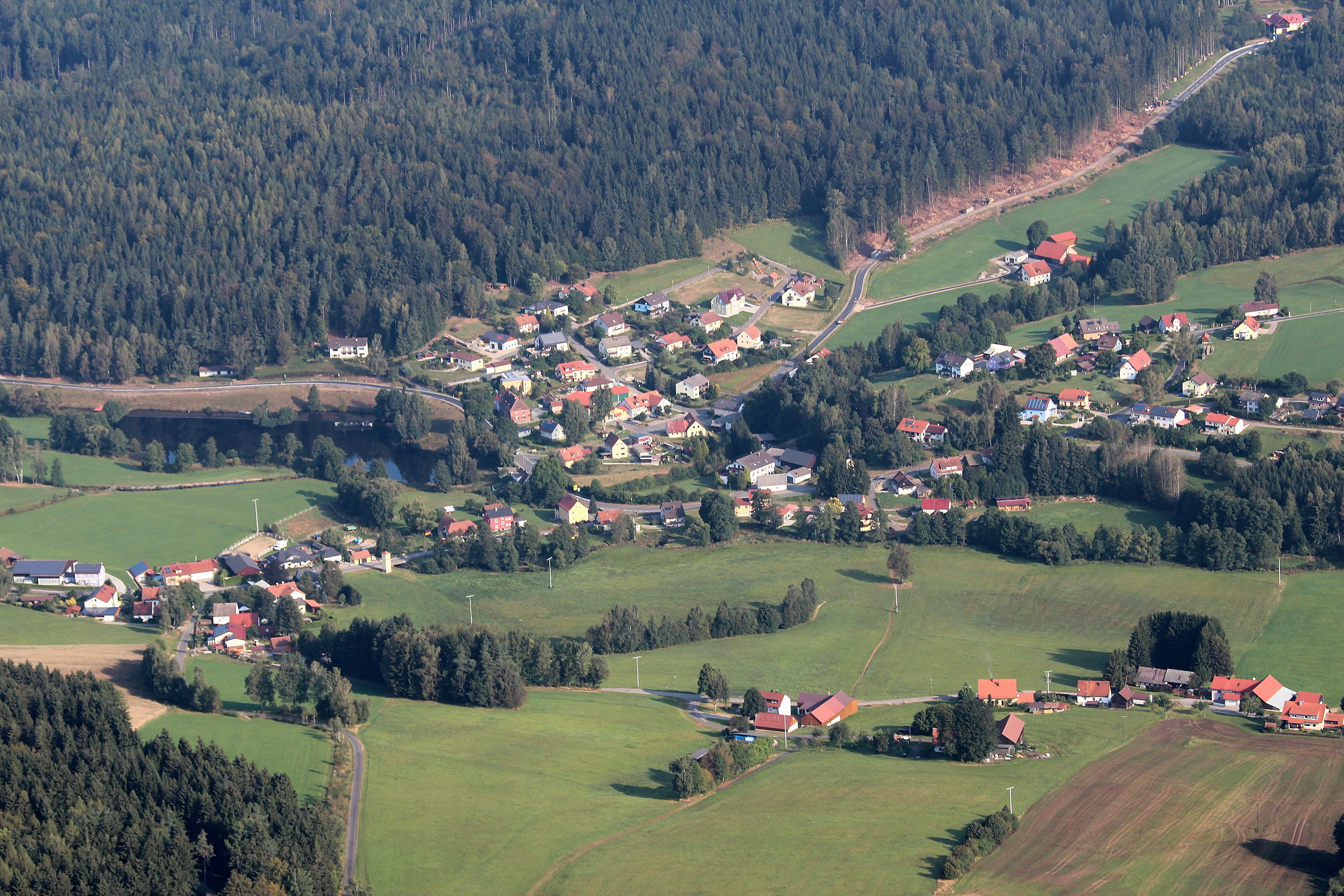
Faislbach mit Georgenberg

Faislbach wird 1352 in einer Urkunde des Klosters Waldsassen als Wüstung genannt, welches das Kloster zusammen mit Waldkirch, Schönthann,  Wampenrieth, Ottenrieth, Hartmannsreuth, Neuenhammer, Reichertslohn und anderen Orten an Ulrich, Konrad und Heinrich von Waldau verkaufte. Nach einer Beschreibung der Herrschaft Waldthurn von 1743 bestand Faislbach aus 6 Anwesen und war nach Waldthurn eingepfarrt. Nach der Verordnung über die Bildung der Steuerdistrikte vom 13. Mai 1808 gehörte Faislbach zum Steuerdistrikt Dimpfl. Nach der Bildung der Gemeinden im Landgericht Vohenstrauss von 1821 gehörte Faislbach mit 18 Anwesen zur Ruralgemeinde Georgenberg.
In Faislbach (auch Feistelbach genannt) bestanden zwischen dem 15. Und dem 17. Jahrhundert sowohl ein Eisenhammer wir auch ein Blechhammer, die vom Wasser des Zottbachs angetrieben wurden. Diese Werke sind im Laufe des Dreißigjährigen Krieges zugrunde gegangen.